# Alliance Polymères Québec (Vallée de la Plasturgie)
Pour les articles homonymes, voir Vallée de la Plasturgie.
La Vallée de la Plasturgie - Chaudière-Appalaches est une corporation sans but lucratif qui constitue le créneau d'excellence Accord « Matériaux composites et plastique » au Québec (Canada).
C’est en avril 2020 que le créneau d’excellence la Vallée de la plasturgie, dévoile son nouveau nom Alliance Polymères Québec et ses nouvelles couleurs. L’organisme prend ainsi un nouveau virage, celui de la mobilisation visant à repositionner l’industrie et créer un plus grand mouvement de collaboration et demeure actif au sein de la démarche ACCORD de la Chaudière-Appalaches.

## Présentation
L'organisme est composé d'entreprises qui œuvrent dans le domaine de la transformation des plastiques et de la mise en forme des matériaux composites. Ce créneau d'excellence se caractérise par une offre technologique diversifiée quant aux procédés de fabrication (injection, extrusion, thermoformage, rotomoulage, etc.). Il réunit également toute une gamme d'intervenants complémentaires tels que des :
- fabricants de moules ;
- fabricants d'équipements de production ;
- centre de recherche ;
- établissements de formations spécialisés dans le domaine.

La région se démarque notamment dans les produits d'emballage de même que dans les produits destinés au matériel de transport et à la construction.
La Vallée de la Plasturgie compte sur l'appui de 33 entreprises membres œuvrant dans les secteurs de la plasturgie, des matériaux composites. La région de la Chaudière-Appalaches comprend 65 entreprises actives dans l'un ou l'autre de ces domaines, ayant un chiffre d'affaires global approchant le milliard de dollars et employant près de 5 000 personnes.

## Administration
Le conseil d'administration est constitué de 9 membres élus par l'assemblée des membres. Le directeur général de la corporation et directeur de créneau est Simon Chrétien.

## Principaux partenaires
- Ministère de l'Économie et de l'Innovation du Québec - Créneaux d'excellence ACCORD
- Emploi-Québec